# Eduardo Herrera
Eduardo Herrera (Mexikóváros, 1988. július 25. –) mexikói válogatott labdarúgó, aki jelenleg a Club Necaxa kölcsön játékosa a Rangers FC csapatától.

## Pályafutása

### Klubcsapatokban
Felnőttként első bajnoki mérkőzését 2011. július 24-én játszotta a fővárosi Pumasban, ekkor a San Luis FC ellen arattak egy 2–0-s győzelmet. 2013-ban kölcsönben a Santos Lagunához került, de a következő évben visszatért a Pumashoz.

### A válogatottban
A válogatottban 2015. március 28-án mutatkozott be egy Ecuador elleni barátságos meccsen, de mivel 93. percben történt becserélése után néhány másodperccel a bíró máris lefújta a mérkőzést, többen viccelődni kezdtek rajta. Három nappal később csattanós választ adott nekik: Paraguay ellen kezdőként pályára lépve már a harmadik percben gólt szerzett.

#### Mérkőzései a válogatottban
| Mexikó | Mexikó            | Mexikó                                        | Mexikó           | Mexikó   | Mexikó    | Mexikó                   | Mexikó | Mexikó      |
| #      | Dátum             | Helyszín                                      | Hazai            | Eredmény | Vendég    | Kiírás                   | Gólok  | Esemény     |
| ------ | ----------------- | --------------------------------------------- | ---------------- | -------- | --------- | ------------------------ | ------ | ----------- |
| 1.     | 2015. március 28. | Los Angeles, Memorial Coliseum                | Mexikó           | 1 – 0    | Ecuador   | barátságos               | 0      | 93'         |
| 2.     | 2015. március 31. | Kansas City, Arrowhead Stadion                | Mexikó           | 1 – 0    | Paraguay  | barátságos               | 1      | 3' 58'      |
| 3.     | 2015. április 15. | San Antonio, Alamodome                        | Egyesült Államok | 2 – 0    | Mexikó    | barátságos               | 0      | 82'         |
| 4.     | 2015. május 30.   | Tuxtla Gutiérrez, Estadio Víctor Manuel Reyna | Mexikó           | 3 – 0    | Guatemala | barátságos               | 2      | 31' 63' 66' |
| 5.     | 2015. június 3.   | Lima, Estadio Nacional                        | Peru             | 1 – 1    | Mexikó    | barátságos               | 0      | 70'         |
| 6.     | 2015. június 7.   | São Paulo, Allianz Parque                     | Brazília         | 2 – 0    | Mexikó    | barátságos               | 0      |             |
| 7.     | 2015. június 12.  | Viña del Mar, Estadio Sausalito               | Mexikó           | 0 – 0    | Bolívia   | Copa América, csoportkör | 0      | 60'         |
| 8.     | 2015. június 19.  | Rancagua, Estadio El Teniente                 | Mexikó           | 1 – 2    | Ecuador   | Copa América, csoportkör | 0      | 62' 86'     |
| 9.     | 2016. február 10. | Miami, Marlins Park                           | Mexikó           | 2 – 0    | Szenegál  | barátságos               | 0      |             |
|        | Összesen          |                                               |                  | 9        | mérkőzés  |                          | 3      | gól         |